# Elektromos kapacitás
Az elektromos kapacitás vagy röviden kapacitás a kondenzátort, a több kondenzátorból álló kétpólust, illetve a magában álló, környezetétől elszigetelt elektromos vezetőt jellemző fizikai mennyiség. Jele a latin capacitas (befogadóképesség, tárolóképesség) alapján C. A kapacitás SI-mértékegysége a farad (F).

## Kondenzátor kapacitása

Kapacitás elvének szemléltetése

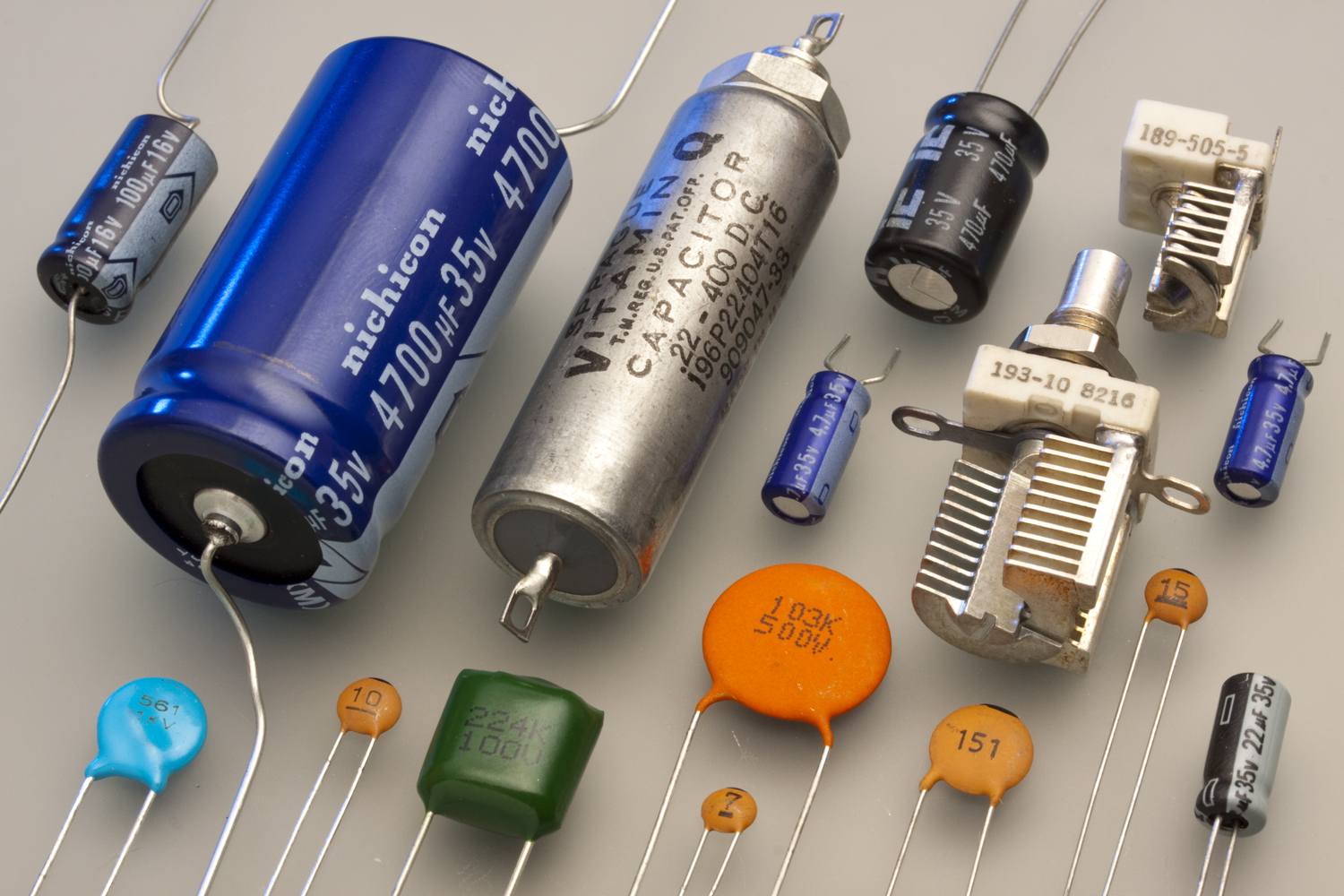
Több féle kondenzátor

A kondenzátor két vezetőből, és a köztük elhelyezkedő szigetelőből álló elektromos alkatrész. A két vezetőt fegyverzetnek nevezik. Az egyik fegyverzeten található töltésmennyiség és a fegyverzetek közötti feszültség hányadosával meghatározott fizikai mennyiséget a kondenzátor kapacitásának nevezzük. Képlettel:
{\displaystyle C={\frac {Q}{U}}}.
A kondenzátor kapacitása függ a fegyverzetek méreteitől, azok egymáshoz viszonyított helyzetétől és távolságától, továbbá a fegyverzeteket körülvevő (egyszerűbb esetekben a fegyverzetek között található) szigetelőanyag (dielektrikum) permittivitásától.

## Több kondenzátorból álló kétpólus kapacitása
A kétpólus olyan elektromos áramkör, amelynek két kivezetése (csatlakozópontja) van.  Több kondenzátorból álló kétpólus esetén az egyik kivezetésén található töltésmennyiség és a két kivezetés közti feszültség hányadosával meghatározott fizikai mennyiséget a kétpólus kapacitásának nevezzük. Képlettel:
{\displaystyle C={\frac {Q}{U}}}.

## Magában álló, környezetétől elszigetelt vezető kapacitása
A kapacitás egy magában álló, környezetétől elszigetelt vezető esetén is hasonlóan értelmezhető, mint a kondenzátor kapacitása. Ilyenkor úgy tekintjük, hogy a vizsgált vezető az egyik fegyverzet, a másik pedig ettől végtelen távol van, és így a feszültség szerepét a végtelen távoli ponthoz viszonyított feszültség, azaz a potenciál veszi át. Ennek megfelelően: A magában álló, környezetétől elszigetelt vezető esetén a vezetőn levő töltésmennyiség és a potenciál hányadosaként értelmezett fizikai mennyiséget a vezető kapacitásának nevezzük. Képlettel:
{\displaystyle C={\frac {Q}{U}}}.
A magában álló, környezetétől elszigetelt vezető kapacitása függ a méreteitől, továbbá a vezetőt körülvevő szigetelőanyag (dielektrikum) permittivitásától.

## A kapacitás mértékegységei
A kapacitás SI-mértékegysége a farad (ejtsd: farád), jele: F. Az elnevezés Michael Faraday angol fizikus nevéből származik. A kapacitás definíciójából adódóan:
{\displaystyle [C]={[Q] \over [U]}={{\mbox{C}} \over {\mbox{V}}}={\mbox{F}}}.
A farad az SI-alapegységekkel kifejezve:
{\displaystyle \mathrm {F} =\mathrm {m} ^{-2}\cdot \mathrm {kg} ^{-1}\cdot \mathrm {s} ^{4}\cdot \mathrm {A} ^{2}}.

A Föld kapacitása

A kapacitás további, a gyakorlatban használt SI-egységei a mikrofarad, a nanofarad és pikofarad. Az SI-ben használt prefixumok értékeinek megfelelően:
| Név        | Jel | Értéke  | Értéke              |
| ---------- | --- | ------- | ------------------- |
| mikrofarad | µF  | 10−6 F  | 0,000 001 F         |
| nanofarad  | nF  | 10−9 F  | 0,000 000 001 F     |
| pikofarad  | pF  | 10−12 F | 0,000 000 000 001 F |

Azt, hogy a farad a gyakorlatban túlzottan nagynak bizonyult, jól szemlélteti, hogy a 6371 km sugarú vezető gömbnek tekinthető Föld kapacitása is csupán 708 µF.

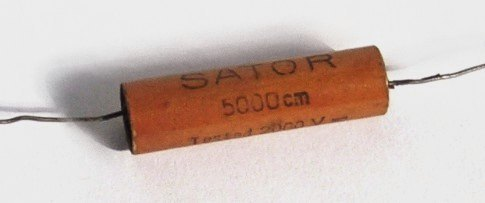
5000 cm kapacitású kondenzátor

A kapacitás CGS-mértékegysége a centiméter. A centiméter és a farad (illetve a pikofarad) közti kapcsolat:
1 cm ≈ 1,11·10−12 F,
azaz
1 cm ≈ 1,11 pF.
Definíció szerint pontosan C = 1 cm a kapacitása egy vákuumban elhelyezkedő R = 1 cm sugarú fémgömbnek, az {R} cm sugarú gömb kapacitása pedig {R} cm. (Itt az {R} jelölés az R sugár centiméterben megadott értékének a mérőszámát jelenti.)

## Néhány egyszerű rendszer kapacitása
| Típus                               | Képlet | Magyarázat                                                                                  |
| ----------------------------------- | --- | ------------------------------------------------------------------------------------------- |
| Síkkondenzátor                      | {\displaystyle C=\varepsilon \cdot {\frac {A}{d}}} |                                                                                             |
| Körlap                              | {\displaystyle 8\cdot \varepsilon \cdot R} |                                                                                             |
| Gömb                                | {\displaystyle C=4\cdot \pi \cdot \varepsilon \cdot R} |                                                                                             |
| Gömbkondenzátor                     | {\displaystyle C={\frac {4\cdot \pi \cdot \varepsilon }{{\frac {1}{R_{1}}}-{\frac {1}{R_{2}}}}}} |                                                                                             |
| Hengerkondenzátor (koaxiális kábel) | {\displaystyle C=2\cdot \pi \cdot \varepsilon \cdot {\frac {l}{\ln \!\left({\frac {R_{2}}{R_{1}}}\right)}}} |                                                                                             |
| Két párhuzamos vezeték              | {\displaystyle C={\frac {\pi \cdot \varepsilon \cdot l}{\operatorname {arcosh} \left({\frac {d}{2\cdot R}}\right)}}} |                                                                                             |
| Síkkal párhuzamos vezeték           | {\displaystyle C={\frac {2\cdot \pi \cdot \varepsilon \cdot l}{\operatorname {arcosh} \left({\frac {d}{R}}\right)}}} |                                                                                             |
| Két gömb, egyenlő sugáral           | {\displaystyle C=2\cdot \pi \cdot \varepsilon \cdot R\cdot \sum _{n=1}^{\infty }{\frac {\sinh \left(\ln \left(D+{\sqrt {D^{2}-1}}\right)\right)}{\sinh \left(n\ln \left(D+{\sqrt {D^{2}-1}}\right)\right)}}=} {\displaystyle =2\cdot \pi \cdot \varepsilon \cdot R\cdot \left\{1+{\frac {1}{2\cdot D}}+{\frac {1}{4\cdot D^{2}}}+{\frac {1}{8\cdot D^{3}}}+{\frac {1}{8\cdot D^{4}}}+{\frac {3}{32\cdot D^{5}}}+{\mathcal {O}}\left({\frac {1}{D^{6}}}\right)\right\}=} {\displaystyle =2\cdot \pi \cdot \varepsilon \cdot R\cdot \left\{\ln 2+\gamma -{\frac {1}{2}}\ln \left(2\cdot D-2\right)+{\mathcal {O}}\left(2\cdot D-2\right)\right\}} {\displaystyle C\approx 2\cdot \pi \cdot \varepsilon \cdot R\cdot \left(1+{\frac {R}{d}}\right)} | {\displaystyle D={\frac {d}{2\cdot R}}>1} {\displaystyle \gamma }: Euler–Mascheroni-állandó |
| Gömb és sík                         | {\displaystyle C=4\cdot \pi \cdot \varepsilon \cdot R\cdot \sum _{n=1}^{\infty }{\frac {\sinh \left(\ln \left(D+{\sqrt {D^{2}-1}}\right)\right)}{\sinh \left(n\ln \left(D+{\sqrt {D^{2}-1}}\right)\right)}}} {\displaystyle C\approx 4\cdot \pi \cdot \varepsilon \cdot R\cdot \left(1+{\frac {R}{2\cdot d}}\right)} | {\displaystyle D={\frac {d}{R}}>1}                                                          |
| Vékony huzal                        | {\displaystyle C={\frac {2\cdot \pi \cdot \varepsilon \cdot l}{\Lambda }}\cdot \left\{1+{\frac {1}{\Lambda }}\cdot \left(1-\ln 2\right)+{\frac {1}{\Lambda ^{2}}}\cdot \left[1+\left(1-\ln 2\right)^{2}-{\frac {\pi ^{2}}{12}}\right]+{\mathcal {O}}\left({\frac {1}{\Lambda ^{3}}}\right)\right\}} | {\displaystyle \Lambda =ln\left({\frac {l}{a}}\right)}                                      |

Megjegyzés: Az ε minden képletben a szigetelő permittivitását jelöli.

## Kondenzátorokból álló kétpólus eredő kapacitása

Az eredő kapacitás fogalma

Igazolható, hogy a kondenzátorokból álló kétpólus helyettesíthető egyetlen kondenzátorral úgy, hogy a kétpólust tartalmazó áramkör többi részén a helyettesítés következtében semmiféle változás ne történjen. Annak a kondenzátornak a kapacitását, amellyel a kétpólusú kondenzátorrendszer ily módon helyettesíthető, a rendszer (kétpólus) eredő kapacitásának nevezzük. Az eredő kapacitás jele Ce, de ha nem okoz félreértést, egyszerűen csak C-vel jelöljük. Belátható, hogy a kondenzátorokból álló kétpólus kapacitása ugyanakkora, mint az eredő kapacitása.

### Párhuzamos kapcsolás

Kondenzátorok párhuzamos kapcsolása

Kondenzátorok párhuzamos kapcsolásánál minden kondenzátor egyik kivezetése a rendszer egyik kivezetéséhez, a másik kivezetése pedig a rendszer másik kivezetéséhez csatlakozik. Mérésekkel, illetve elméleti úton is igazolható, hogy párhuzamos kapcsolásnál a rendszer eredő kapacitása ugyanakkora, mint az egyes kondenzátorok kapacitásának összege. Képlettel:
{\displaystyle C_{\mathrm {e} }=C_{1}+C_{2}+\ ...\ +C_{\mathrm {n} }}.
Speciálisan n db C kapacitású kondenzátor párhuzamos kapcsolásánál az eredő kapacitás:
{\displaystyle C_{\mathrm {e} }=n\cdot C}.

### Soros kapcsolás

Kondenzátorok soros kapcsolása

Kondenzátorok soros kapcsolásánál az egyes kondenzátorok elágazás nélkül kapcsolódnak egymáshoz. A rendszer két kivezetését az első és az utolsó kondenzátor szabadon maradó kivezetései alkotják. Mérésekkel, illetve elméleti úton is igazolható, hogy soros kapcsolásnál a rendszer eredő kapacitásának reciproka ugyanakkora, mint az egyes kondenzátorkapacitások reciprokának összege. Képlettel:
{\displaystyle {\frac {1}{C_{\mathrm {e} }}}={\frac {1}{C_{1}}}+{\frac {1}{C_{2}}}+\ ...\ +{\frac {1}{C_{\mathrm {n} }}}}.
Speciálisan n db C kapacitású kondenzátor soros kapcsolásánál az eredő kapacitás:
{\displaystyle C_{\mathrm {e} }={\frac {C}{n}}}.
Igazolható, hogy két kondenzátor soros kapcsolásánál az eredő kapacitás közvetlenül az
{\displaystyle C_{\mathrm {e} }={\frac {C_{1}\cdot C_{2}}{C_{1}+C_{2}}}}
összefüggés alapján is kiszámítható.

## Kondenzátor által tárolt energia
{\displaystyle W={\frac {1}{2}}CU^{2}}